# Emanuel Balling
 Ikke at forveksle med sønnen Emanuel Balling (1769-1838).
Emanuel Balling (13. december 1733 – 22. januar 1795) var en dansk forfatter, bogtrykker, journalist og avisredaktør.

## Liv og gerning
Emanuel Balling blev født i Præstø. Hans fader, Jørgen Balling, var en brav og anset købmand; moderen Bolette Cathrine født Amunds. 10 år gammel stod han forældreløs, og dels i en købmands hus, dels hos en streng formynder henlede årene i hans fødeby indtil konfirmationen. Da kom han til Gavnø som skriverdreng hos godsforvalteren.

### Virke i Helsingør
Efter adskillige års ophold her kom han til Helsingør som fuldmægtig hos notarius publicus. Uden at have noget egentligt livserhverv giftede han sig 1763. Han anlagde et bryggeri; men da dette ikke gav ham tilstrækkelig fortjeneste, ville han forbedre sine indtægter ved at udgive øresundske skipperlister. Til dette øjemed fik han privilegium på et bogtrykkeri og udgav fra 1768 Helsingøers kgl. alene privilegerede Adressecontors nye Efterretninger i lighed med de københavnske. I forbindelse hermed oprettede han en juridisk skriverstue.
Men al hans arbejdsomhed, virkelyst og flid friede ham dog ikke fra trykkende næringssorger. Han ombyttede da 1771 Helsingør med København, og hans afskedsord til Helsingørs indbyggere i Efterretningerne er karakteristiske for hans ærlige, retskafne og hæderlige sindelag.

### Virke i København
Men lysere kår skulle heller ikke i hans nye hjem blive hans lod. Vel fik han en ansættelse som revisor ved Tallotteriet, men i øvrigt måtte han for at skaffe brødet til sine uophørlig slide i pennen med oversættelser, lejlighedsdigte og journalistisk virksomhed. Han havde aldrig fået nogen grundig uddannelse, og mangelen deraf var let kendelig i hans arbejder; men han havde en jævn, naturlig begavelse og en smuk evne til at skrive for den ringere borgerklasse, der også satte pris på hans virksomhed.
Størst betydning har måske udgivelsen af Kiøbenhavns Aftenpost, der begyndte den mindeværdige 17. januar 1772 og indtil 1783 vel bar den bekendte agent Hans Holcks navn; men den samledes og skreves dog af Balling, som vedblev til sin død at være dens redaktør. Den havde en ikke ringe udbredelse, og de første årgange af bladet fortjener endnu opmærksomhed på grund af de talrige bidrag i kulturhistorisk henseende til livlig skildring af folkeliv og borgerlige huses levevis på den tid.

### Forfattervirksomhed
Kvantitativt er hans forfattervirksomhed betydelig; men det meste, både i bunden og ubunden stil, må regnes til døgnlitteraturen. Der var "følsomme" bearbejdelser efter Edward Young, en strøm af tidsskrifter, Litteraturens Paketbaad (1777-79); Adresseavis for Børn, Skuespil for Børn, Aarstiderne  og m. m.
Særlig fremhævedes i sin tid et af Landhusholdningsselskabet belønnet prisskrift, Husmoderen eller den værdige Landbokvinde (1792), som i fortællings form giver skildringen af en bondekone, som hun burde være i hele sin væremåde. Regeringen købte 1000 eksemplarer til uddeling blandt almuen.

### Filantrop
Men foruden som populær forfatter har Balling også betydning som filantrop. Han var en af medstifterne af "Selskabet for Borgerdyd" (1785), fra begyndelsen dets sekretær og i dets få leveår et af dets virksomste medlemmer. Ligeledes skyldes oprettelsen af "Det Søsterlige Velgørenhedsselskab" (1790) væsentlig hans initiativ.

### Død
Efter et møjefuldt, men arbejdsomt liv døde Balling i 1795. 2 år i forvejen havde han mistet sin hustru, Mette Marie født Enghaven, datter af postmester og rådmand Enghaven i Helsingør.